# Копузу (Јаломица)
Копузу (рум. Copuzu) насеље је у Румунији у округу Јаломица у општини Балачу. Oпштина се налази на надморској висини од 40 m.

## Становништво
Према подацима из 2002. године у насељу је живело 425 становника, од којих су сви румунске националности.